# Fiat Fastback Concept
La Fiat Fastback Concept est un concept car de SUV coupé conçu par la filiale brésilienne du constructeur automobile italien Fiat. Il est présenté au salon de l'automobile de São Paulo 2018. Il préfigure le modèle de série Fiat Fastback commercialisé en Amérique du Sud fin 2022.

## Le projet
Le prototype Fiat Fastback, présenté au Salon de l’automobile de Sao Paolo au Brésil en 2018, est un concept-car de SUV-Coupé du segment "C" comprenant une carrosserie cinq portes de style coupé avec un toit très incliné à l'arrière d'où le nom Fastback. Cette étude a été réalisée par la filiale brésilienne du groupe italien Fiat Automobiles, dessinée par la branche LATAM du Centro Stile Fiat de Betim. Elle annonce le style des futurs modèles du constructeur italien pour les marchés sud américains.

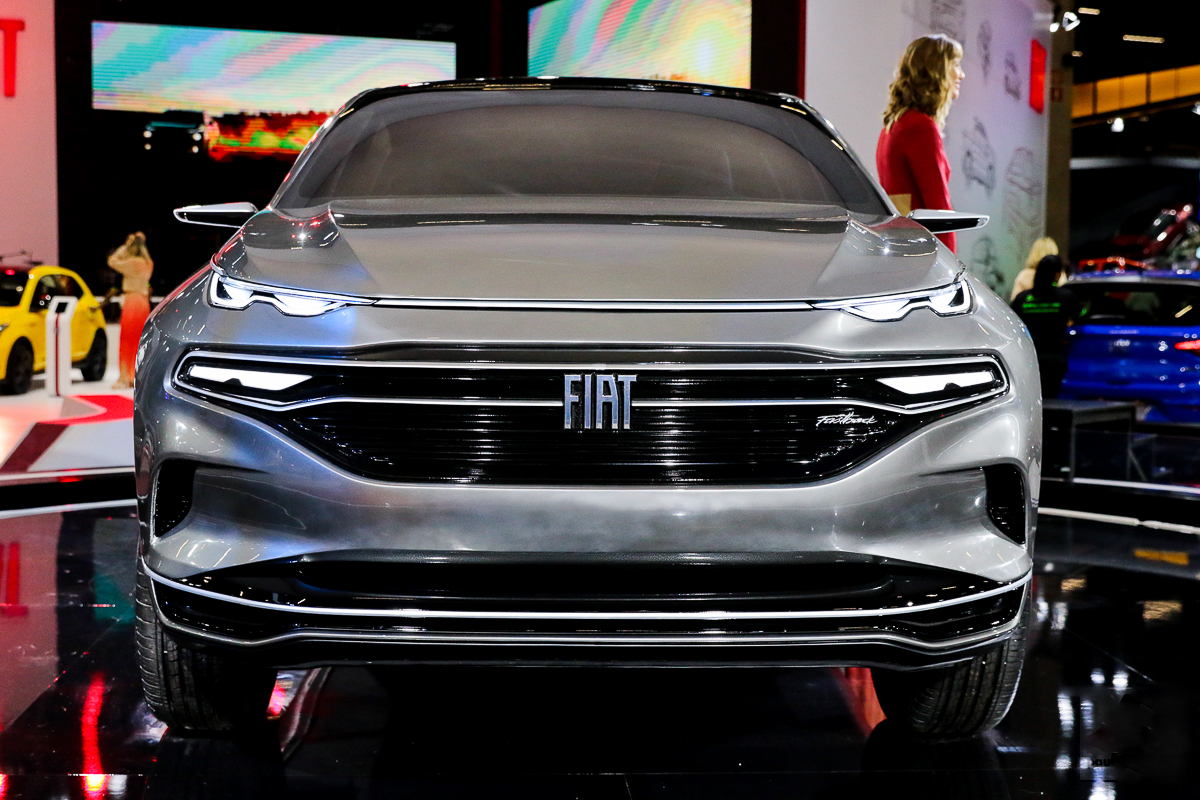
Fiat Fastback de face avec le logo Fiat cubique utilisé au Brésil.

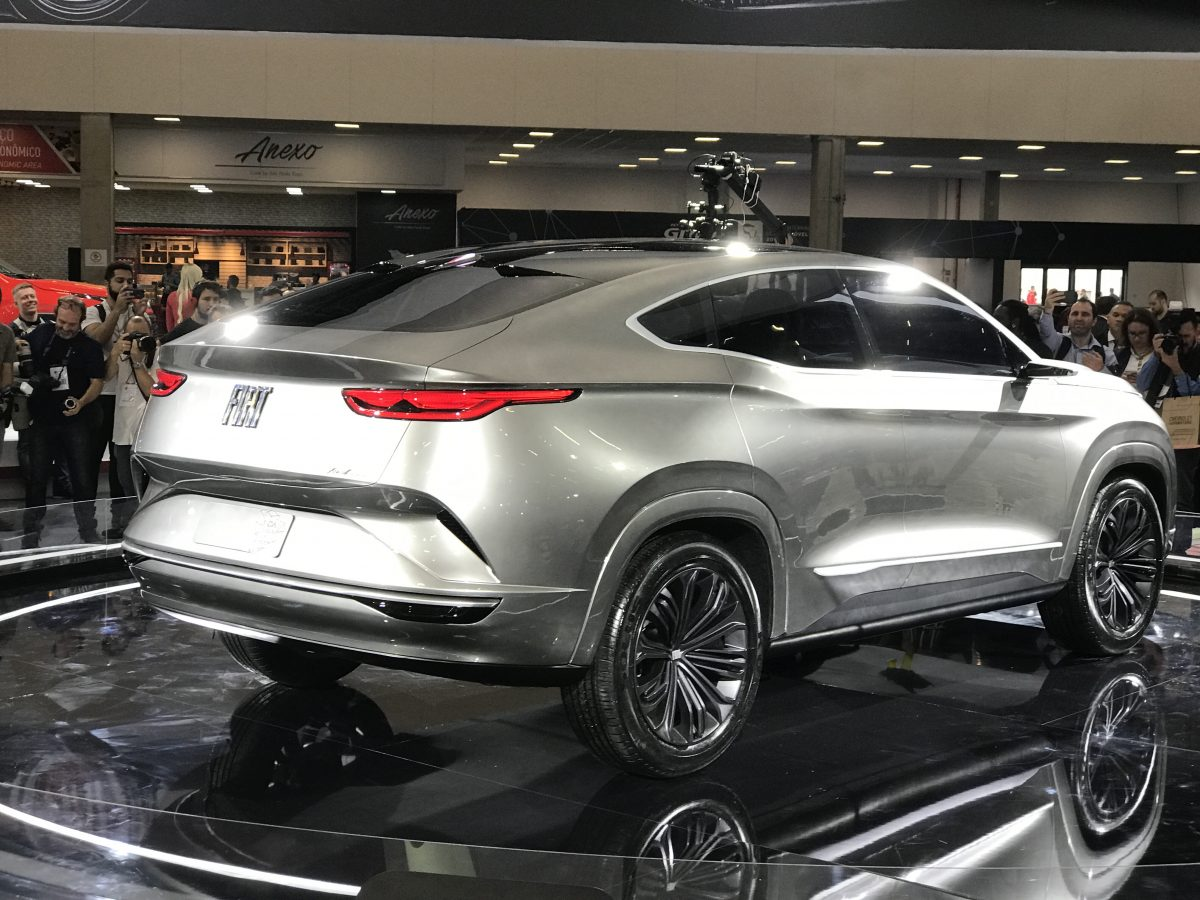
Fiat Fastback vue 3/4 arrière.

Ce concept-car repose sur la plateforme Fiat Small B-Wide 2ème génération adoptée sur les modèles Fiat Toro et Jeep Compass de seconde génération et produits au Brésil. Le concept-car reprend notamment le "family-feeling" du pick-up Fiat Toro dans sa face avant avec sa large calandre et ses phares LED très compacts sur deux niveaux. Le logo Fiat est bien en vue avec ses grosses lettres droites au centre de la calandre. Les flancs sont découpés par les passages de roues carrés, comme sur le Toro et le Compass, et deux nervures avec un effet "Wrap Around".
L'arrière et le toit très pentus caractérisent le style du véhicule en coupé avec une lunette presque horizontale. La carrosserie forme un mini spoiler et les feux à LED sont très fins et étirés jusque sur les ailes.
La carrosserie mesure 4,600 mètres de longueur, 2,045 de largeur et 1,610 de hauteur avec un empattement de 2,695 mètres, ce qui correspond à une berline type grande routière. Comme le modèle est un concept-car d'exposition et non pas un modèle prototype de présérie, aucune information concernant la partie mécanique ni les motorisations potentielles n'ont été communiquées. Plusieurs éléments ont été réalisés grâce à une impression en 3D comme le logo Fiat, les liserés d'entourages des feux et phares et d'autres composants mineurs.

## L'intérieur
L’intérieur du Fiat Fastback est l'œuvre de Rafael Peixoto et présente des surfaces fluides très futuristes. Un tableau de bord comparable à un poste de jeux vidéo avec un joystick avec un tunnel central de grandes dimensions. L'instrumentation est entièrement digitale comprenant une tablette pour le système d'infotainment. Le tunnel est séparé au tableau de bord supérieur par les commandes touchscreen de la climatisation. Il n'existe plus aucun bouton de commande physique, tous intégrés dans le système multimédia.